# Morin Dawa

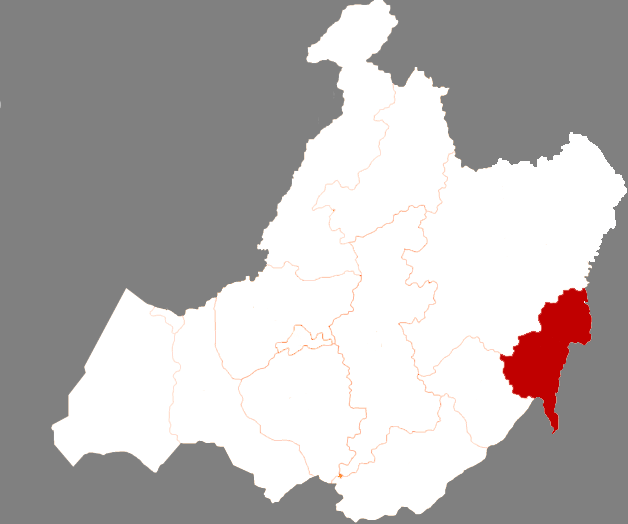
Lage Morin Dawas in Hulun Buir

Das Autonome Banner Morin Dawa der Daur (chinesisch 莫力达瓦达斡尔族自治旗, Pinyin Mòlì Dáwǎ Dáwò’ěrzú Zìzhìqí; mongolisch ᠮᠣᠷᠢᠨ ᠳᠠᠪᠠᠭ᠎ᠠ ᠳᠠᠭᠤᠷ ᠥᠪᠡᠷᠲᠡᠭᠡᠨ ᠵᠠᠰᠠᠬᠤ ᠬᠣᠰᠢᠭᠤ Morin Dabaɣ-a Daɣur öbertegen jasaqu qosiɣu; Daur Morin Dawaa Daor weerie ixkiewu guasei) gehört zum Verwaltungsgebiet der bezirksfreien Stadt Hulun Buir im äußersten Nordosten des Autonomen Gebietes Innere Mongolei der Volksrepublik China. Es hat eine Fläche von 10.500 km² und zählt ca. 320.000 Einwohner (2004).

## Administrative Gliederung
Auf Gemeindeebene setzt sich Morin Dawa aus zehn Großgemeinden, einer Gemeinde, zwei Nationalitätengemeinden und vier Staatsfarmen zusammen. Diese sind:
| Großgemeinde Nirgi (尼尔基镇), Hauptort, Sitz der Bannerregierung; Großgemeinde Arla (阿尔拉镇); Großgemeinde Baoshan (宝山镇); Großgemeinde Hadayang (哈达阳镇); Großgemeinde Hangurhe (汉古尔河镇); Großgemeinde Hongyan (红彦镇); Großgemeinde Kuilhe (奎勒河镇); Großgemeinde Taban Obo (塔温敖宝镇); Großgemeinde Tengke (腾克镇); | Großgemeinde Xiwartu (西瓦尔图镇); Gemeinde Kuruqi (库如奇乡); Gemeinde Bayan der Ewenken (巴彦鄂温克族乡); Gemeinde Dular der Ewenken (杜拉尔鄂温克族乡); Staatsfarm Bayan (国营巴彦农场); Staatsfarm Dongfanghong (国营东方红农场); Staatsfarm Ganhe (国营甘河农场); Staatsfarm Oukenhe (国营欧肯河农场). |